# Progress in Polymer Science
Progress in Polymer Science (abreviatura Prog. Polym. Sci.) és la més important revista científica dedicada als polímers. És publicada des del 1967 per l'editorial britanica Elsevier. El seu factor d'impacte és molt alt, 26,854 el 2013. Ocupa la 1a posició de qualitat de revistes dedicades a la química orgànica, i a la de polímers i plàstics, en el rànquing SCImago.
Publica articles de resum de l'estat de la tècnica per autoritats reconegudes internacionalment en ciència dels polímers i l'enginyeria, una de les disciplines de major creixement. La revista ofereix un vincle entre els articles originals, novetats publicades en patents, i el coneixement actualitzat de la tecnologia. Publica articles de revisió sobre temes no només dins dels camps tradicionals de la ciència i la tecnologia de polímers -química, física i polímers d'enginyeria que implica-, sinó també dins dels camps en desenvolupament interdisciplinaris com ara polímers funcionals i d'especialitat, biomaterials, polímers i l'administració de fàrmacs, polímers en aplicacions electròniques, compostos, polímers conductors, materials cristal·lins líquids i les interfases entre polímers i ceràmiques, i noves tècniques de fabricació, on s'estan fent importants contribucions. Els col·laboradors solen ser convidats per l'editor.